# Isanthrene columbiana
Isanthrene columbiana är en fjärilsart som beskrevs av Rothschild 1911. Isanthrene columbiana ingår i släktet Isanthrene och familjen björnspinnare. Inga underarter finns listade i Catalogue of Life.